# Hadım Sulejman Paša
Hadim Sulejman Paša (1467 – září 1547) byl osmanský státník a velkovezír Osmanské říše v letech 1541–44. Svého času byl také místodržícím Egypta.

## Osobní život
Narodil se v roce 1467 a už jako dítě se dostal do sultánského paláce, kde také studoval. Byl řeckého původu. V historii je znám především jako vezír eunuch (Hadım v turečtině znamená eunuch).

## Kariéra
V roce 1524 byl jmenován guvernérem Damašku. V roce 1525, rok po potlačení vzpoury Ahmeda Paši v Egyptě, byl velkovezírem Ibrahimem Pašou jmenován na post místodržícího Egypta. Tento post zastával po dobu deseti let.
V té době se zhoršily obchodní vztahy s Indií kvůli Portugalsku. Sultán Sulejman I. započal v roce 1538 osmansko-portugalskou válku a Hadim Sulejman Paša měl na starost vojsko posílané přes Suezský záliv. V Indii Osmané neúspěšně obléhali pevnost Díu a vojsko se muselo vrátit zpět. Během návratu se jim však podařilo dobýt Jemen a Aden, které se tak staly součástí Osmanské říše. Další rozvoj flotily byl pozastaven kvůli válce v Íránu. Na příkaz sultána opustil Sulejman Paša Egypt a odešel do Íránu. Do Egypta místo něj nastoupil jako místodržící Hüsrev Paša. Po návratu z Íránu byl Sulejmana Paša v roce 1535 jmenován místodržícím Anatolie.
V roce 1539 byl odvolán do hlavního města a získal post vezíra v divánu. Po sesazení Lütfiho Paši z postu velkovezíra v roce 1541, jmenoval sultán novým velkovezírem Sulejmana Pašu.
V roce 1544 proběhla mezi Sulejmanem Pašou a Hüsrevem Pašou při zasedání dívánu hádka. Došlo k boji a Hüsrev i Sulejman byli zbaveni svých postů. Hüsrev poté držel hladovku a za sedmnáct dní zemřel. Sulejman byl poslán do vyhnanství do Malkary.

## Smrt
Hadım Sulejman Paša zemřel v září 1547 v Malkaře ve věku 80 let.

## V populární kultuře
Postava Sulejmana Paši se vyskytuje v tureckém televizním seriálu Muhteşem Yüzyıl, kde jej ztvárnil herec Ibrahim Raji Oksuz.